# Impost sobre construccions, instal·lacions i obres
L'Impost sobre construccions, instal·lacions i obres (abreujat ICIO) és un tribut indirecte que grava dins d'un terme qualsevol construcció, instal·lació o obra que requerisca de llicència, independentment que s'aconseguisca o no. Aquest tribut és de caràcter facultatiu per als municipis segons l'art. 101 de la Llei Reguladora de les Hisendes Locals, és a dir no estan obligats els municipis espanyols a imposar-los.
Els propietaris són els subjectes passius de l'impost. La base imposable és el cost real i es paga quan s'inicia la construcció.
És classificat com un tribut mixt, sent un híbrid d'impost real i altra naturalesa. És un impost indirecte, de titularitat municipal, real, potestatiu i instantani.
Estan exemptes de pagar-lo: els immobles de l'Estat, les Comunitats Autònomes i les entitats locals que estiguen destinats a "carreteres, ferrocarrils, ports, aeroports, obres hidràuliques, saneamiento de poblacions i de les seues aigües residuals" i els de l'Església Catòlica amb finalitat caritativa o de culte.

## Història
Va ser creat el 1988 amb la Llei Reguladora de les Hisendes Locals per solucionar la desproporció en relació al servei prestat per l'ajuntament que feien de la Taxa per Llicència Urbanística alguns ajuntaments.
Durant la crisi econòmica que va patir Espanya, aquest impost va ser un dels més afectats. Sent evident per la diferència de recaptació total entre el 2006 (2.637.82 milions d'euros) i el 2013 (476 milions d'euros).
El 2013 l'ICIO aportà una recaptació del 2,4% dels ingressos impositius dels Capítols I i II dels pressupostos; l'1,08% dels ingressos no financers i el 1,02% del total dels ingressos.

## Controvèrsies
Hi hagué una controvèrsia per si implicava una doble imposició per juntar-se amb el cobrament de la taxa per expedició de llicència d'obres. La Sentència de 15 de gener de 1991 del Tribunal Superior de Justícia d'Astúries establí que no atempta contra la llei.
Altra controvèrsia és si l'Església Catòlica està exempta de pagar-lo per efecte de l'Acord d'assumptes econòmics car la classificació dels impostos que feia l'acord del 1979 no era fàcil d'enquadrar amb la classificació dels impostos locals feta per la Llei d'Hisendes Locals. Diverses sentències dels Tribunal Superior de Justícia establien l'exempció i el Tribunal Suprem les ratificà. L'Ordre Ministerial de Orden de 5 de juny de 2001 confirmà que hi havia exempció fiscal, quedant per determinar el grau d'exempció amb la jurisprudència. Aquesta establí que es mantenia l'exempció solament en les instal·lacions d'ús caritatiu o de culte, però no d'ús d'explotació econòmica. L'Ordre Ministerial de 15 d'octubre de 2009 establí que els immobles que no paguen l'IBI no han de pagar l'Impost sobre Construccions, Instal·lacions i Obres. Aquest reconeixement fet cap a l'Església Catòlica no es troba amb altres confessions religioses, cosa que ha plantejat dubtes sobre si açò compleix amb la igualtat religiosa. Malgrat aquesta situació de desigualtat del tracte de les confessions religioses, alguna resolució judicial ha establit que confessions religioses minoritàries tinguen reconeguda l'exempció de pagar l'ICIO.